# Die Weihnachtskönigin – (K)ein Like zum Fest
Die Weihnachtskönigin – (K)ein Like zum Fest (Originaltitel A Beauty & the Beast Christmas) ist eine US-amerikanische Liebeskomödie aus dem Jahr 2019 von Dylan Vox, der auch als Produzent fungierte.

## Handlung
Unter dem Pseudonym „Weihnachtskönigin“ ist Ginger Holiday eine erfolgreiche Social-Media-Influencerin, die das ganze Jahr Weihnachten feiert. Eines Tages erleidetet sie eine Gesichtsverletzung. Aus Scham vor ihrem Aussehen, verbirgt sie sich vor der Öffentlichkeit. In der Folge verliert sie auf ihren Kanälen Follower. Daher besteht die Gefahr, dass Sponsoren, wegen der geringeren Reichweite, von ihrem Engagement zurücktreten oder die Zahlungen reduzieren könnten. Um diesem entgegenzuwirken, beschließt ihr Agent Derek, dass sie vorgibt, in einer Beziehung mit dem Skateboard-Star Beau Bradley ist. Dieser gilt ebenfalls als Influencer, hat aber einen schlechten Ruf und hofft, durch die Verlobung sich ein sanfteres Image aufbauen zu können.
Nach anfänglichen Schwierigkeiten und weiteren Unannehmlichkeiten beginnt aus der Schein-Beziehung nach und nach eine richtige Liebesbeziehung zu werden.

## Hintergrund
Gedreht wurde in Los Angeles. Er erschien am 15. Dezember 2019.

## Rezeption
„Läppische Romanze, deren realitätsfremde Vorstellungen der Influencer-Sphäre auf unterirdische Vorstellungen von Humor treffen. Auch die Oberflächlichkeit der Darstellung erstickt jede Romantik oder Unterhaltsamkeit im Keim.“

Auf Christmas Movie Queen erhält der Film lediglich 2 Punkte. Bemängelt wird, dass man enttäuscht wäre, wenn man „nach einer neuen Interpretation der traditionellen Geschichte“ suche. Fraglich ist auch, ob der Film aufgrund der unangemessen Themen etwas für Kinder sei. Final wird geschrieben, dass es eine „süße Geschichte über ein unschuldiges Mädchen und einen wohlmeinenden Mann, die von den Menschen um sie herum beeinflusst werden, die sich selbst finden“ sei.
Im Audience Score, der Zuschauerwertung auf Rotten Tomatoes, hat der Film aufgrund zu weniger Abstimmungen keine Wertung. In der Internet Movie Database hat der Film bei über 435 Stimmenabgaben eine Wertung von 4,2 von 10,0 möglichen Sternen (Stand: 2024).